# Регуляция транскрипции
Регуляция транскрипции — совокупность процессов в клетке, посредством которых осуществляется контроль за транскрипцией — синтезом РНК на матрице ДНК — одним из этапов экспрессии генов. Транскрипционная активность гена может контролироваться более чем одним механизмом. Эти механизмы различаются у прокариот и эукариот.

## Регуляция транскрипции у эукариот
Регуляция транскрипции у эукариот осуществляется на двух взаимосвязанных уровнях:
- на уровне аппарата и факторов транскрипции;
- на уровне структуры хроматина.

### Регуляция на уровне факторов транскрипции
Факторы транскрипции —это белки, обладающие способностью стимулировать или подавлять транскрипцию генов при связывании с регуляторными участками ДНК. Как правило, факторы транскрипции взаимодействуют с кофакторами — белками или белковыми комплексами, вносящими вклад в стимуляцию (коактиваторы) или подавление (корепрессоры) транскрипции, но не обладающими собственной ДНК-связывающей способностью. Регуляция транскрипции на уровне факторов осуществляется на стадии инициации или элонгации.
В 2007 году было показано, что промоторы многих генов эукариот постоянно содержат полностью собранный инициаторный комплекс, который может синтезировать короткие транскрипты (20—60 нуклеотидов), после чего движение РНК-полимеразы II прекращается. Остановку РНК-полимеразы II контролируют два негативных регулятора DSIF (англ. DRB sensitivity inducing factor) и NELF (англ. negative elongation factor), которые связываются с ферментом. Движение транскрипционного комплекса может быть восстановлено под действием положительного регулятора PTEFb (англ. positive transcription elongation factor b), который фосфорилирует повторяющиеся аминокислотные мотивы в С-концевом домене РНК-полимеразы II по положению Ser-2, а также DSIF и NELF. В противном случае в конце концов происходит терминация транскрипции с высвобождением короткого РНК-продукта. Таким образом, контроль перехода от паузы к продуктивной элонгации является важным способом регуляции транскрипции. 